# Komoren-Quastenflosser
Der Komoren-Quastenflosser (Latimeria chalumnae) ist eine rezente Art der Quastenflosser (Coelacanthiformes). Die Tiere werden bis zu zwei Meter lang und 80 kg schwer und sind an der Ostküste Südafrikas beheimatet. Sie sind in nur geringer Individuenzahl bekannt und wohl vom Aussterben bedroht. Aufgrund von Untersuchungen des Mageninhalts gefangener Komoren-Quastenflosser ist davon auszugehen, dass es sich bei den Tieren um Zoophagen (Fleischfresser) handelt.
Evolutionsgeschichtlich hat sich bei dieser Art die Lunge zu einer Schwimmblase gewandelt. Das Gehirn des Komoren-Quastenflossers nimmt nur etwa ein Hundertstel des Volumens der Hirnhöhle ein, ansonsten wird die Hirnhöhle von einer fettartigen Substanz ausgefüllt.

## Fundgeschichte
Für die Wissenschaft entdeckt wurde das erste Exemplar der Art am 22. Dezember 1938 von Marjorie Courtenay-Latimer, die leitend als Kuratorin (ab 1945 mit der Bezeichnung „Direktorin“) am East London Museum im Ostteil der damaligen Kapprovinz tätig war. Das Tier war von einem Fischdampfer unter dem Kommando von Hendrik Goosen in den Gewässern des Indischen Ozeans vor der südafrikanischen Küste nahe der Mündung des Chalumna gefangen worden. Da Courtenay-Latimer sich mit Kapitän Goosen angefreundet hatte, wurde sie regelmäßig über die Einfahrt des Schiffes in den Hafen informiert und hatte die Erlaubnis, interessante Einzelstücke aus dem Fang für ihr Museum auszuwählen. Der Chemieprofessor und Amateur-Fischkundler James L. B. Smith ordnete das Tier den bis dahin für ausgestorben gehaltenen Quastenflossern zu. Trotz umgehend eingeleiteter Suche nach weiteren Exemplaren dieser Art gelang es erst 1952 bei den Komoren, etwa 3000 km nördlich der ersten Fundstelle gelegen, ein weiteres Tier zu fangen. Wie der erste Fisch konnte es nicht am Leben erhalten werden, nachdem es von den Fängern an Bord des Fangschiffes geholt worden war. In den 1990er-Jahren gelangen weitere Beobachtungen, unter anderem das Auffinden einer weiteren Population der Quastenflosser, die eine eigene Art darstellen und als Manado-Quastenflosser (Latimeria menadoensis) bezeichnet werden.

## Lebensweise

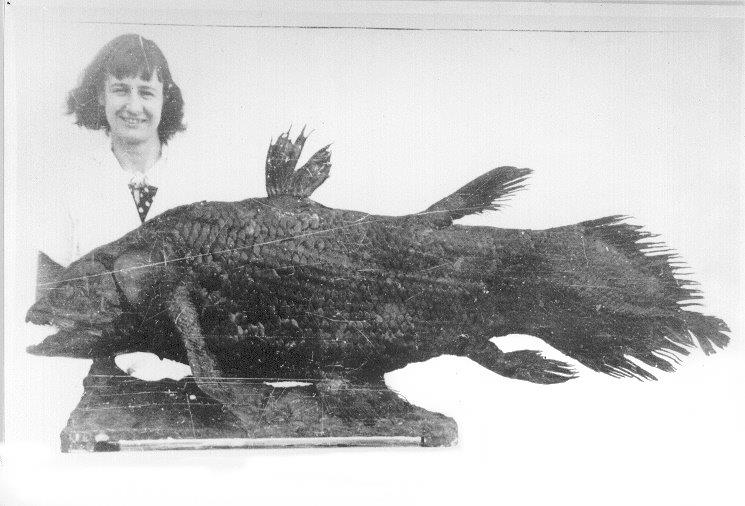
Courtenay-Latimer mit dem von ihr entdeckten ersten Exemplar eines rezenten Quastenflossers. Es wurde zur Haltbarmachung präpariert.

Mit seinen beinartigen Brust- und Bauchflossen kann sich der Fisch in einer Art „Kreuzgang“ bewegen. Für diese alternierenden Bewegungen der Flossen hat er in seinem Nervensystem bestimmte „neuromuskuläre Koordinationen“, wie es Hans Fricke nennt. Nach seiner Ansicht können solche Koordinationen den Verwandten des Quastenflossers den Schritt an Land erleichtert haben. Tiere der rezenten Arten gehen jedoch nicht am Meeresboden umher, und ihre Flossen berühren nicht einmal den Boden, etwa beim Beschleichen ihrer Beute, wobei die Brustflossen um 180 Grad um die Längsachse gedreht werden können. Wenn der Quastenflosser schnell schwimmen will, benutzt er seine mächtige Schwanzflosse.
Quastenflosser sind Nachtjäger und Driftschwimmer, die auch schwache Wasserströmungen für die Fortbewegung ausnutzen. Ihre großen Brust- und Bauchflossen verwenden sie zum Ausbalancieren.
Tagsüber halten sich die Quastenflosser in Lavahöhlen auf, die auf den Komoren zwischen 150 und 200 Meter unter dem Meeresspiegel liegen. In den zum Teil sehr geräumigen Höhlen leben bis zu 16 Tiere. Mit Sonnenuntergang verlassen die Tiere einzeln ihre Höhle. Ihre Beutezüge führen sie nur wenige Kilometer von ihrer Höhle weg und bis in 700 Meter Tiefe.
Schwimmt ihnen ein Beutefisch vors Maul, dann können sie mit einem Schlag ihrer breiten Schwanzflosse sehr stark beschleunigen. Ein bei anderen Fischen fehlendes Gelenk im Schädel gestattet ihnen, ihr Maul rasch aufzureißen und so eine blitzartige Saugschnappbewegung durchzuführen, mit der sie ihre Beute rasch in das von spitzen Zähnen umgebene Maul bringen.